# Municipio de Portland (Míchigan)
El municipio de Portland (en inglés: Portland Township) es un municipio ubicado en el condado de Ionia en el estado estadounidense de Míchigan. En el año 2010 tenía una población de 3404 habitantes y una densidad poblacional de 39,44 personas por km².

## Geografía
El municipio de Portland se encuentra ubicado en las coordenadas 42°54′28″N 84°54′6″O / 42.90778, -84.90167. Según la Oficina del Censo de los Estados Unidos, el municipio tiene una superficie total de 86.3 km², de la cual 83,33 km² corresponden a tierra firme y (3,44 %) 2,97 km² es agua.

## Demografía
Según el censo de 2010, había 3404 personas residiendo en el municipio de Portland. La densidad de población era de 39,44 hab./km². De los 3404 habitantes, el municipio de Portland estaba compuesto por el 97,18 % blancos, el 0,29 % eran afroamericanos, el 0,29 % eran amerindios, el 0,32 % eran asiáticos, el 0,79 % eran de otras razas y el 1,12 % eran de una mezcla de razas. Del total de la población el 2,17 % eran hispanos o latinos de cualquier raza.